# Émile Gagnan

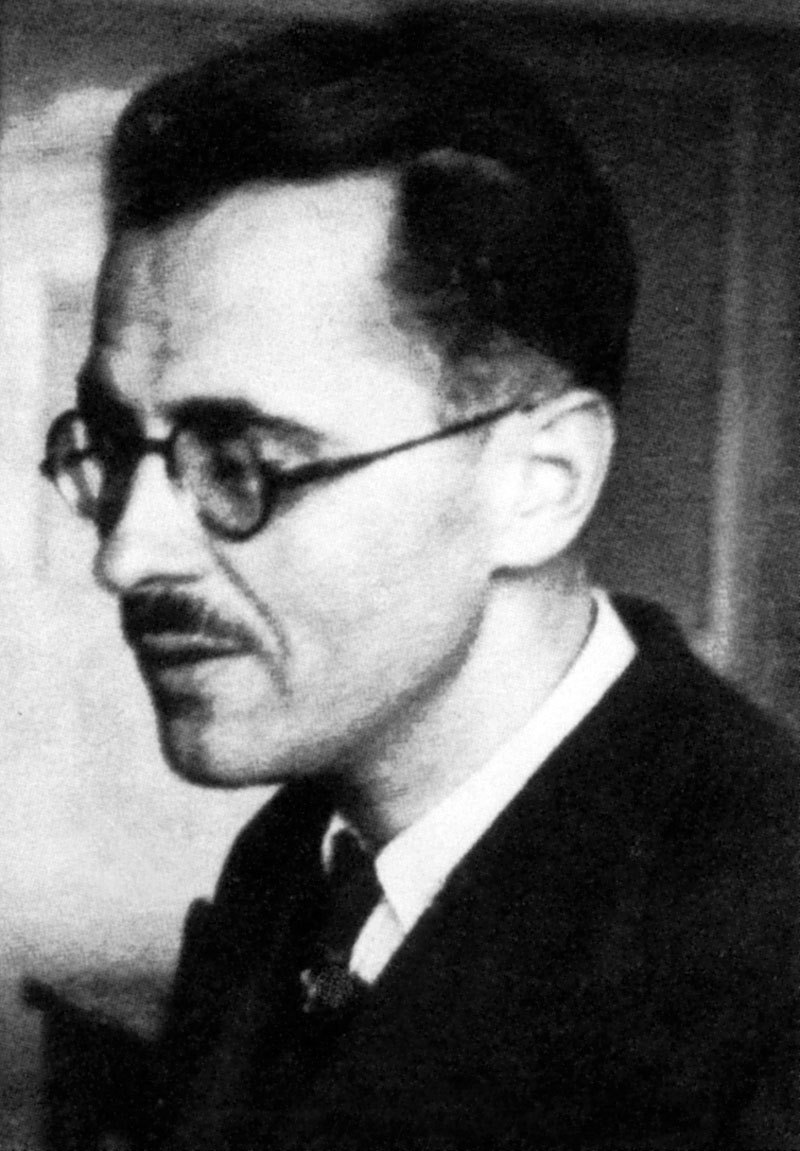
Émile Gagnan en 1940

Émile Gagnan (noviembre de 1900 - abril de 1984) fue un ingeniero francés y coinventor (junto con el oficial de la armada francesa Jacques-Yves Cousteau) del regulador de buceo (también conocido como válvula a demanda) que se utilizó para la primera escafandra autónoma (Aqua-Lung) en 1943. La válvula a demanda, o regulador, fue diseñada para la regulación de gases en los motores generadores de gas, pero resultó ser excelente para regular el suministro de aire bajo variadas condiciones de presión de su vida
Gagnan se graduó de la escuela técnica a principios de los año 1920. Fue contratado como ingeniero especializado en diseño neumático a alta presión por la empresa de suministro de gas Air Liquide. La primera producción de escafandra autónoma o Aqua-Lung fue en Francia en 1946 bajo el código de identificación «CG45» («C» por Cousteau, «G» por Gagnan y «45» por el año de la patente).
Un año más tarde, en 1947, emigró con su familia a Montreal, Canadá, donde trabajó en Canadian Liquid Air Ltd. Allí estableció un laboratorio y se dedicó a diseñar prototipos y generar patentes de un gran número de dispositivos para actividades subacuáticas y submarinismo, incluyendo los primeros modelos de todos los tipos de reguladores de buceo usados desde entonces.